# ひめごと (2002年の映画)
『ひめごと』（仏: Choses secrètes）は、2002年に製作されたフランス映画。
フランスの映画誌『カイエ・デュ・シネマ』のベスト10で、アッバス・キアロスタミの『10話』と共にベスト1を獲得した。

## キャスト
- サンドリーヌ：サブリナ・セヴク
- ナタリー：コラリー・ルヴェル（フランス語版）
- ドラクロワ：ロジェ・ミルモン（フランス語版）
- クリストフ：ファブリス・ドゥヴィル（フランス語版）
- サンドリーヌの父：ジャン＝クロード・ブリソー（クレジットなし）